# L'attacco nazista
L'attacco nazista è il secondo episodio della serie di documentari, girati dal regista Frank Capra, che prendono il nome di Why We Fight, creati durante la seconda guerra mondiale negli Stati Uniti per propagandare la giustezza della causa americana.
Il documentario inizia con la spiegazione della presa del potere di Hitler, e prosegue spiegando con mappe animate (realizzate dalla Walt Disney) le mire espansionistiche tedesche, talvolta schernendole. Il nocciolo del documentario però è la spiegazione dell'anschluss (annessione dell'Austria), dell'annessione dei Sudeti, dell'invasione della Boemia e della Moravia e, infine, dell'attacco alla Polonia.